# Свирский, Григорий Цезаревич
Григорий Цезаревич Свирский (29 сентября 1921, Уфа — 2016) — советский, позже израильско-канадский писатель, журналист, военный корреспондент, автор мемуаров. Участник Великой Отечественной войны, член КПСС с 1944 по 1972 год. Член Союза писателей СССР, откуда он был исключен за критику цензуры и антисемитизма. Был вынужден покинуть СССР после нескольких лет борьбы за право эмигрировать в Израиль, в последнее время жил в Канаде.

## Биография
Свирский родился в Уфе в сентябре 1921 года. Во время Великой Отечественной войны служил в авиации, впоследствии стал военным корреспондентом. По окончании войны в 1946—1951 годах учился на филологическом факультете Московского государственного университета и в Литературном институте.
Книги, которые он писал, с трудом проходили через цензуру, за публикацию своего романа «Государственный экзамен» он боролся 13 лет, в конце концов набор был рассыпан.

Свирский открыто критиковал цензуру в Советском Союзе, и все его произведения были запрещены и уничтожены в 1968 году. Свирский также подверг критике подавление «Пражской весны» советскими вооруженными силами в 1968 году. 
В архиве ЦК КПСС сохранилась копия стенограммы выступления Григория Цезаревича Свирского на общем партийном собрании писателей Москвы 16 января 1968 года, в котором он не только выступил против цензуры царившей в литературе, но и против антисемитизма царившего во всей системе СССР и в Союзе Писателей.
За это «демагогическое, политически вредное выступление» Свирский 27 марта 1968 года был исключен «из членов КПСС» (см. Приложение II к документу 4 данной подборки). Произведения писателя прекратили печатать в СССР, его самого фактически принудили к эмиграции.

Машинописную копию январского выступления Свирского тайно читали во всем Советском Союзе. Вскоре оно было полностью опубликовано на французском языке в газете «Монд» (28 — 29 апреля 1968 года). На русском языке напечатано в Собрании сочинений А. Солженицына, т. 6. «Дело Солженицына» (Франкфурт-на-Майне, 1970).
В марте 1972 года эмигрировал из СССР. Сначала жил в Израиле, затем — в Канаде. В эмиграции выступил с мемуарными и публицистическими книгами.
С 1990 года вновь печатается в России.
Ефим Эткинд в предисловии к лондонскому изданию книги Свирского «На лобном месте» писал, что

«Он (Свирский) в том январе… наговорил себе на 25 лет (по шкале 1949 г.) или на вышку (по шкале 1938 г.)»— «Вопросы литературы» — «Цензура обрела власть необъяснимую…». Вступительная заметка Т. Дубинской-Джалиловой; публикация З. Водопьяновой, Т. Домрачевой и Г.-Ж. Муллека
». — № 6, 1994 г.

## Труды
- Черты победителя: Рассказ о трижды орденоносце лейтенанте В. Рубан — комсорге Н-ской эскадрильи. — Б. м.: Политуправление Северного флота, 1945. — 24 с.
- Заповедь дружбы. — М., 1947. — 208 с.
- Ленинский проспект. — М.: Советский писатель, 1962. — 391 с.; 2-е изд.: 1964. [lib.ru/NEWPROZA/SWIRSKIJ/tupik.txt Ленинский тупик]: Издание третье, впервые бесцензурное. — 2005.
- Speach by G. Svirsky // In quest of justice: Protest and dissent in the Soviet Union today / Ed. by A. Brumberg. New York; Washington; London: Praeger, 1970. P. 283—289; Изд. в России: «Давайте скажем полную правду»: [Выступления на партийных собраниях московских писателей 27.10.1965 и 16.01.1968] // Горизонт. — 1990. — № 3. — С. 30—41
- Why? // Survey. 1972. № 2. P. 160—167.
- Заложники: Роман-документ. Париж: Les Editeurs Reunis, 1974. — 461 с.; Изд. в России: М.: ПИК, 1992. — 403 с.; Пер. на англ. яз.: Hostages: The personal testimony of a Soviet Jew / Svirsky G. New York: Knopf, 1976, 305 p.
- Полярная трагедия. — Франкфурт-на-Майне: Посев, 1976. — 300 с.; Изд. в России.: М.: КРУК, 2000. — 365 с.
- На лобном месте: Литература нравственного сопротивления: 1946—1976. — Лондон: OPI, 1979. — 623 с.
- Прорыв: Роман. — Анн-Арбор: Эрмитаж, 1983. — 557 с.; Изд. в России: М.: Фабула, 1992. — 557 с.
- Восемь минут свободы: [Рец. на кн.: Гроссман В. «Жизнь и судьба»] // Грани. — 1985. — № 136. — С. 295—305.
- Прощание с Россией: Повесть. — Тenafly (N. J.): Эрмитаж, 1986. — 139 с.
- Башкирский мёд: Рассказы. — М.: Правда, 1990. — 46 с.
- Ветка Палестины: В 2 книгах. Кн. 1. — М.: КРУК, 1995. — 306 с.
- Ветка Палестины: В 2 книгах. Кн. 2. — М.: КРУК, 1995. — 557 с.
- Помнить о Бастилии // Вопросы литературы. — 1998. — Вып. II. — С. 346—348
- Ряженые. — М.: КРУК, 2000. — 269 с.
- Полярная трагедия. — М.: КРУК, 2000. — 365 с. — ISBN 5-900816-46-X.
- Люба — любовь… или Нескончаемый «Норд-Ост». — Jerusalem, 5764 (2004). — 174 с.

## Экранизации
Является сценаристом снятого в 1967 году по мотивам его рассказа фильма «Места тут тихие».

## Награды
Награждён девятью орденами и медалями за участие в Великой Отечественной войне.